# Jody Hull
Jody Hull (* 2. Februar 1969 in Petrolia, Ontario) ist ein ehemaliger kanadischer Eishockeyspieler und derzeitiger -trainer, der während seiner aktiven Karriere zwischen 1985 und 2004 unter anderem 900 Spiele für die Hartford Whalers, New York Rangers, Ottawa Senators, Florida Panthers, Tampa Bay Lightning und Philadelphia Flyers in der National Hockey League auf der Position des rechten Flügelstürmers bestritten hat. Seit Beginn der Saison 2012/13 ist er Cheftrainer der Peterborough Petes aus der Ontario Hockey League, wo er bereits seit der Spielzeit 2005/06 als Assistenztrainer tätig gewesen war.

## Karriere
Hull verbrachte seine Juniorenzeit zwischen 1985 und 1988 bei den Peterborough Petes in der Ontario Hockey League. In den drei Jahren sammelte der Stürmer in insgesamt 210 Partien 225 Scorerpunkte. Zudem wurde er im NHL Entry Draft 1987 in der ersten Runde an 18. Stelle von den Hartford Whalers aus der National Hockey League ausgewählt.
Zur Saison 1988/89 wechselte Hull schließlich in den Profibereich und spielte bis zum Sommer 1990 für die Whalers in der NHL, ehe er im Tausch für Carey Wilson und ein Drittrunden-Wahlrecht im NHL Entry Draft 1991 an die New York Rangers abgegeben wurde. Bei den Rangers wurde der Angreifer die folgenden zwei Jahre sesshaft, wobei er hauptsächlich für deren Farmteams in der American Hockey League auflief. Im Sommer 1992 wurde er dann an die Ottawa Senators abgegeben, wo er einen Stammplatz im NHL-Kader innehatte und das letzte Jahr seines laufenden Vertrags erfüllte. Als Free Agent schloss sich Hull im August 1993 den Florida Panthers ein. Dort fand er für die folgenden viereinhalb Jahre eine neue sportliche Heimat und erreichte mit dem Team in der Saison 1995/96 das Finale um den Stanley Cup, ehe er im Januar 1998 gemeinsam mit Mark Fitzpatrick und im Tausch für Dino Ciccarelli und Jeff Norton an die Tampa Bay Lightning abgegeben wurde. Dort erfüllte Hull seinen Vertrag bis zum Saisonende.
Zur Spielzeit 1998/99 wechselte der Kanadier wiederum als Free Agent zu den Philadelphia Flyers. Die drei Jahre in Philadelphia wurden lediglich von einer kleinen Episode im Sommer 1999 unterbrochen, als er im Juni im NHL Expansion Draft 1999 von den Atlanta Thrashers ausgewählt wurde. Die Flyers holten Hull aber im Oktober in ihr Franchise zurück, ohne dass er ein Spiel für Atlanta absolviert hatte. Nach der Spielzeit 2000/01 verlängerten sie das Arbeitsverhältnis mit dem Angreifer aber nicht, so dass dieser erst im Januar 2002 von seinem Ex-Team aus Ottawa verpflichtet wurde. Zu Beginn der Saison 2003/04 wurde zum spielenden Assistenztrainers unter Cheftrainer John Paddock bei Ottawas Farmteam Binghamton Senators aus der AHL befördert. Nach der Spielzeit beendete der Flügelstürmer im Alter von 35 Jahren und mit 900 NHL-Einsätzen seine aktive Karriere.
Hull pausierte zwischen 2004 und 2005 zunächst ein Jahr und nahm zur Saison 2005/06 einen Assistenztrainerposten bei den Peterborough Petes aus der OHL an. Nachdem er diese Position zwischen 2008 und 2010 bei einem unterklassigen Juniorenteam ausgefüllt hatte, kehrte er in selber Funktion zur Spielzeit 2010/11 zu den Petes zurück. Zur Saison 2012/13 wurde er zum Cheftrainer befördert. Darüber hinaus betreute Hull das kanadische U18-Nationalteam bei der U18-Junioren-Weltmeisterschaft 2013 als Assistenztrainer und beim Ivan Hlinka Memorial Tournament 2014 als Cheftrainer. Beide Turniere endeten mit dem Turniergewinn für die Kanadier.

### International
Für sein Heimatland lief Hull bei der Junioren-Weltmeisterschaft 1988 in Moskau auf. Dabei gewann er mit den Kanadiern die Goldmedaille. Er selbst trug in den sieben Turnierspielen zwei Tore und eine Vorlage zum Gewinn des Weltmeistertitels bei.

## Erfolge und Auszeichnungen
- 1988 Goldmedaille bei der Junioren-Weltmeisterschaft
- 1988 OHL Second All-Star Team
- 2013 Goldmedaille bei der U18-Junioren-Weltmeisterschaft (als Assistenztrainer)
- 2014 Goldmedaille beim Ivan Hlinka Memorial Tournament (als Cheftrainer)

## Karrierestatistik

### International
Vertrat Kanada bei:
- Junioren-Weltmeisterschaft 1988

(Legende zur Spielerstatistik: Sp oder GP = absolvierte Spiele; T oder G = erzielte Tore; V oder A = erzielte Assists; Pkt oder Pts = erzielte Scorerpunkte; SM oder PIM = erhaltene Strafminuten; +/− = Plus/Minus-Bilanz; PP = erzielte Überzahltore; SH = erzielte Unterzahltore; GW = erzielte Siegtore; 1 Play-downs/Relegation; Kursiv: Statistik nicht vollständig)